# 190 (číslo)
Sto devadesát je přirozené číslo, které následuje po čísle sto osmdesát devět a předchází číslu sto devadesát jedna. Římskými číslicemi se zapisuje CXC a řeckými číslicemi ρϟ.

## Matematika
190 je:
- Bezčtvercové celé číslo
- Deficientní číslo
- Šťastné číslo
- Nepříznivé číslo
- Trojúhelníkové a zároveň šestiúhelníkové číslo

## Chemie
- 190 je nukleonové číslo druhého nejběžnějšího izotopu osmia a také nejméně běžného izotopu platiny[1]

## Astronomie
- (190) Ismene je planetka v Hildině skupině, kterou objevil v roce 1878 Christian Heinrich Friedrich Peters

## Doprava
- Silnice II/190 je česká silnice II. třídy vedoucí na trase Česká Kubice – Všeruby – Nýrsko – Železná Ruda – Hartmanice[2]

## Roky
- 190
- 190 př. n. l.